# نادي بلبيس
نادي بلبيس هو نادي كرة قدم من مدينة بلبيس تأسس النادي في 1917 ويلعب حالياً في الدوري المصري القسم الثاني بمجموعة القاهرة والقناة.